# Postobón
Postobón és una empresa de begudes ensucrades amb seu a Medellín. És una de les empreses més grans de Colòmbia i una de les principals d'Amèrica del Sud del seu sector.

## Història
L'11 d'octubre de 1904, Gabriel Posada i Valerio Tobón van començar a produir refrescos a Medellín sota la societat Posada & Tobón. El seu primer producte anomenat conegut va ser Kola-Champaña. Més endavant l'empresa va obrir dues fàbriques el 1906, una a Manizales i l'altra a Cali.
El 1951 l'empresa Gaseosas La Colombiana es va fusionar amb Posada & Tobón i van conformar Postobón. El 1968 Gaseosas Lux es va fusionar amb Postobón. Amb Carlos Ardila Lülle de president, Postobón va aglutinar les principals empreses de begudes gasoses del país per mitjà d'adquisicions i fusions.
El 1980 va adquirir la llicència d'embotellar i comercialitzar Pepsi Cola i 7 Up, contracte que continua avui dia. El 2006 va adquirir la marca de sucs Tutti Frutti i la seva línia de producció.
El 2016, el Tribunal Superior de Bogotà va demanar a la Fiscalia General de la Nació que iniciés una investigació per determinar si Postobón havia finançat els grups paramilitars de les Autodefenses Unides de Colòmbia.